# 1001 (liczba)
1001 (tysiąc jeden) – liczba naturalna następująca po 1000 i poprzedzająca 1002.

## W matematyce
Tysiąc jeden to liczba sfeniczna, liczba pięciokątna i pierwsza czterocyfrowa liczba palindromiczna. Liczby Szeherezady zawsze mają współczynnik 1001.

### Podzielność przez 7, 11 i 13
Dwie właściwości liczby 1001 stanowią podstawę testu podzielności dla liczb 7, 11 i 13. Metoda przebiega w ten sam sposób, co zasada podzielności dla liczby 11, wykorzystująca właściwość 10 ≡ -1 (mod 11). Dwie właściwości liczby 1001 to:
```
1001 = 7 × 11 × 13 w czynnikach pierwszych
10 
3
 ≡ -1 (mod 1001)
```

Metoda ta jednocześnie sprawdza podzielność przez którykolwiek z czynników liczby 1001. Najpierw cyfry sprawdzanej liczby są grupowane w bloki po trzy. Grupy o numerach nieparzystych są sumowane. Sumę grup o numerach parzystych odejmuje się następnie od sumy grup o numerach nieparzystych. Liczba testu jest podzielna przez 7, 11 lub 13, jeśli wynik sumowania jest podzielny odpowiednio przez 7, 11 lub 13. 
Przykład:
```
Badana liczba, 
N
 = 22 872 563 219
Suma grup nieparzystych, 
S
 
o
 = 219 + 872 = 1091
Suma grup parzystych, 
S
 
e
 = 563 + 22 = 585
Suma całkowita, 
S
 = 
S
 
o
 - 
S
 
e
 = 1091 - 585 = 506
506 = 46 × 11
```

Ponieważ 506 jest podzielne przez 11, wówczas N jest również podzielne przez 11. Jeśli całkowita suma jest nadal zbyt duża, aby w wygodny sposób sprawdzić podzielność, i jest dłuższa niż trzy cyfry, wówczas algorytm można powtórzyć, aby uzyskać mniejszą liczbę.

## W innych dziedzinach
W "Baśniach z tysiąca i jednej nocy" Szeherezada opowiada swojemu mężowi królowi co wieczór przez 1001 nocy nową historię, aby zapobiec jej egzekucji. Z tego powodu 1001 jest czasami używane jako ogólne określenie „bardzo dużej liczby”, zaczynając od dużej liczby (1000) i wykraczając poza nią:
1001 zastosowań dla...
1001 sposobów na...

1001 to nazwa popularnego brytyjskiego detergentu w latach 60. XX wieku, rzekomo mającego „1001 zastosowań”.